# Бардстаун
Бардстаун (англ. Bardstown) — американский город, административный центр округа Нельсон, штат Кентукки.

## История
Первое европейское поселение на территории нынешнего Бардстауна было основано в 1780 году. Бардстаун является вторым городом основанным на территории Кентукки.. Бардстаун был назван центром округа Нельсон в 1784 году, а статус города был официально получен в 1788 году. Город был включен в состав штата Кентукки генеральной ассамблей штата в 1838 году 

Основная миграция людей происходила из района Голубого хребта, после Войны за независимость США. Также Бардстаун стал центром Католицизма, западнее гор Аппалачи, на территории пограничных владений США.
.